# Maximilian Friedrich von Königsegg-Rothenfels

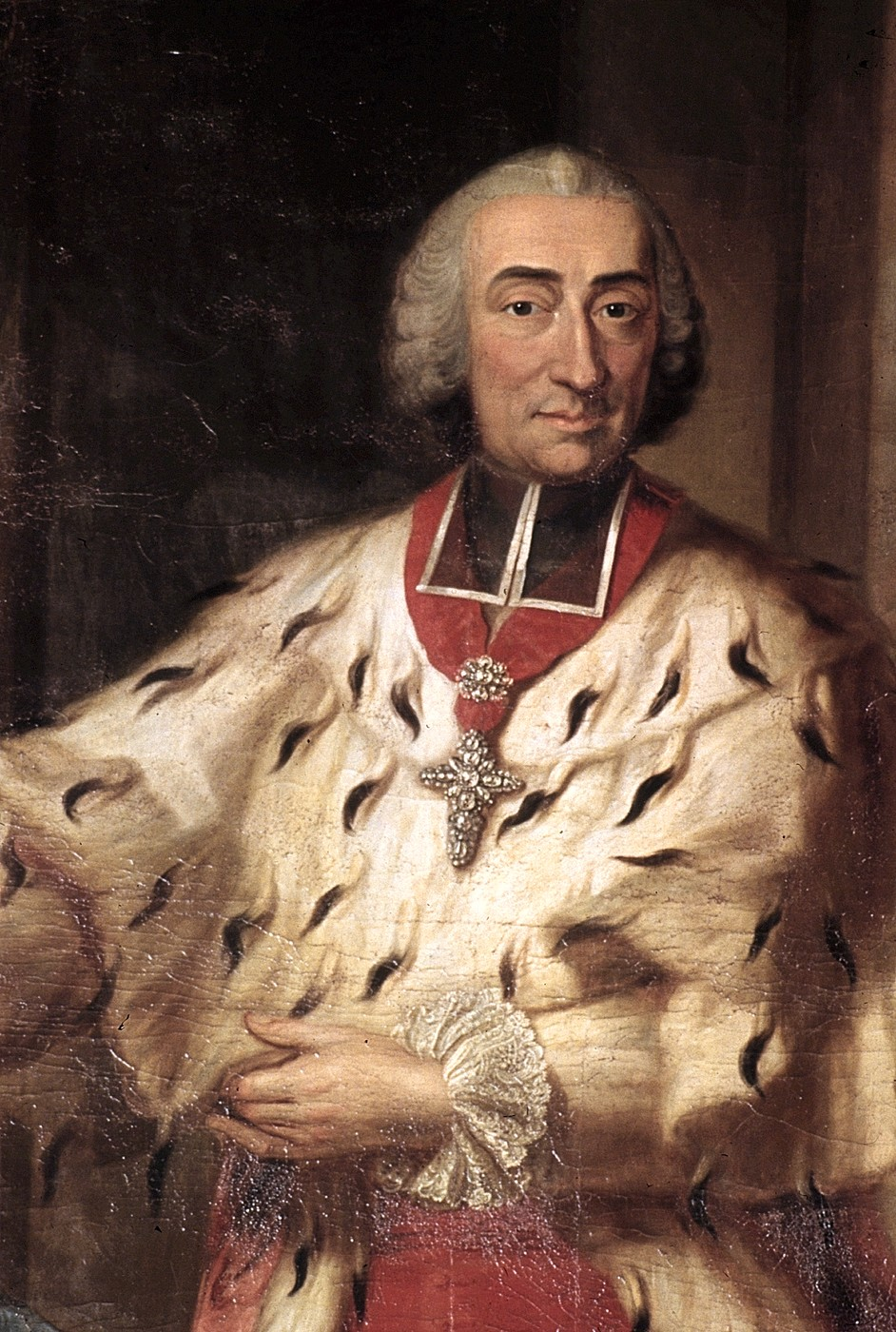
Maximilian Friedrich von Königsegg-Rothenfels, Gemälde von Johann Heinrich Fischer, um 1768

Stammwappen der Grafen von Koenigsegg

Maximilian Friedrich, Reichsgraf von Königsegg-Rot(h)enfels (* 13. Mai 1708 in Köln; † 15. April 1784 in Bonn) war von 1761 bis 1784 Erzbischof von Köln und damit Kurfürst des Heiligen Römischen Reiches und Erzkanzler durch Italien. Er war auch Fürstbischof von Münster. In seine Zeit fallen, umgesetzt von fähigen Ministern wie Caspar Anton von Belderbusch in Kurköln, Franz von Fürstenberg im Hochstift Münster oder Franz Wilhelm von Spiegel, Landdrost des zu Kurköln gehörenden Herzogtums Westfalen, bedeutende Reformen im Sinn der katholischen Aufklärung.

## Familie
Maximilian Friedrich entstammt dem alten schwäbischen Adelsgeschlecht von Königsegg. Seine Eltern waren Reichsgraf Albert Eusebius Franz von Königsegg-Rothenfels und Maria Clara Felicitas, geb. Gräfin von Manderscheid-Blankenheim. Der Vater war ursprünglich in den geistlichen Stand eingetreten und war Inhaber verschiedener Präbenden, bis er diese aufgab, um heiraten zu können.
Einer der Brüder von Maximilian Friedrich war Joseph Maria Sigismund, später Domdechant in Köln. Sein Bruder Christian war kaiserlicher Feldmarschall und Landkomtur des deutschen Ordens in Elsaß-Lothringen. Hugo Franz Sigismund war Erbe der Grafschaft. Albert Eusebius Franz war zunächst Domherr in Straßburg, bis er heiratete. Danach war dieser unter anderem kaiserlicher Hofkammerpräsident und niederländischer Staatsminister. Eine Schwester war Stiftsdame im Reichsstift Thorn. Eine andere mit Namen Anna Wilhelmina Maria war Äbtissin von St. Ursula in Köln.

## Frühe Jahre
Von der Familie früh für den geistlichen Stand vorgesehen, besuchte er die Jesuitenschulen in Straßburg und Köln, wo er Philosophie studierte. In Ellingen und Altötting hörte er Theologie. Daneben besuchte er wohl auch ausländische Universitäten. Er schloss mit dem Grad eines Doktors der Philosophie seine Studien ab.
Maximilian Friedrich wurde am 3. Januar 1725 Domherr zu Köln. Seit 1731 war er auch Domherr in Straßburg. Dort erreichte er die Position des Domkämmerers. Mit päpstlicher Erlaubnis behielt er den Sitz im Domkapitel auch nach seiner Bischofswahl bei. Außerdem war er Kanoniker an St. Gereon in Köln, wo er 1763 auch zum Propst gewählt wurde. Bereits seit 1756 war er Koadjutor des Propstes gewesen. Im selben Jahr erhielt er die Priesterweihe. Das Kölner Domkapitel wählte ihn am 22. April 1756 als Nachfolger seines älteren Bruders zum Domdechanten.

## Bischofswahlen
Er wurde am 6. April 1761 zur Zeit des Siebenjährigen Krieges einstimmig zum Erzbischof von Köln gewählt und vom Kölner Nuntius Cesare Alberico Lucini am 16. August 1761 in der Bonner Hofkapelle zum Bischof geweiht. Für die Wahl von Bedeutung war seine politische Urteilskraft und seine Erfahrung.
Zeitgenossen bezeichneten ihn als nicht unbegabten Mann, der solide Grundsätze besitze, über sicheres Urteilsvermögen verfüge und ansonsten ein frommer und liebenswürdiger Mensch sei. Allerdings war seine Willenstärke eher schwach. Ihm gelang es etwa nicht, der Leichtfertigkeit und sittlichen Verwahrlosung am Hof in Bonn wirkungsvoll entgegenzutreten. Insbesondere gelang es ihm in späteren Jahren nicht, gegen das skandalöse Leben seiner Großnichte Franziska von Taxis vorzugehen. Offenbar weil er seine Schwächen kannte, überließ er die Politik geeigneteren Personen. Als Erzbischof überließ er die Regierung des Kurstaates weitgehend dem Premierminister Caspar Anton von Belderbusch.
Diesem wie auch den Generalstaaten und der Gräfin Louise von Galen verdankte er 1762 auch die Wahl zum Fürstbischof von Münster. Auch die wohlwollende Haltung König Georg III. und Friedrich II. spielten eine Rolle. Einer der unterlegenen Gegenkandidaten neben einigen auswärtigen Fürstensöhnen war Caspar Ferdinand Droste zu Füchten. Die Wahlkapitulation enthielt die Bestimmung, die Festungen im Hochstift zu schleifen und ein Residenzschloss zu bauen. Die dortige Regierung überließ er Franz von Fürstenberg, der sie zu seinen Reformen im Geiste der katholischen Aufklärung nutzte. Seinen zweiten Bischofssitz Münster hat Max Friedrich von Königsegg-Rothenfels in seiner fast 22-jährigen Amtszeit als Bischof von Münster vermutlich nie aufgesucht. Dort übernahm er z. B. die Patenschaft und war Namensgeber für den Domherrn und späteren Komponisten Maximilian Friedrich von Droste zu Hülshoff, einen Onkel der Dichterin Annette von Droste-Hülshoff. Sein Versuch, auch das Amt des Fürstbischofs in Paderborn zu übernehmen, scheiterte am Widerstand Frankreichs. Von Papst Clemens XIII. wurde er 1765 mit der geistlichen Administration des Bistums Osnabrück beauftragt.

## Innenpolitik

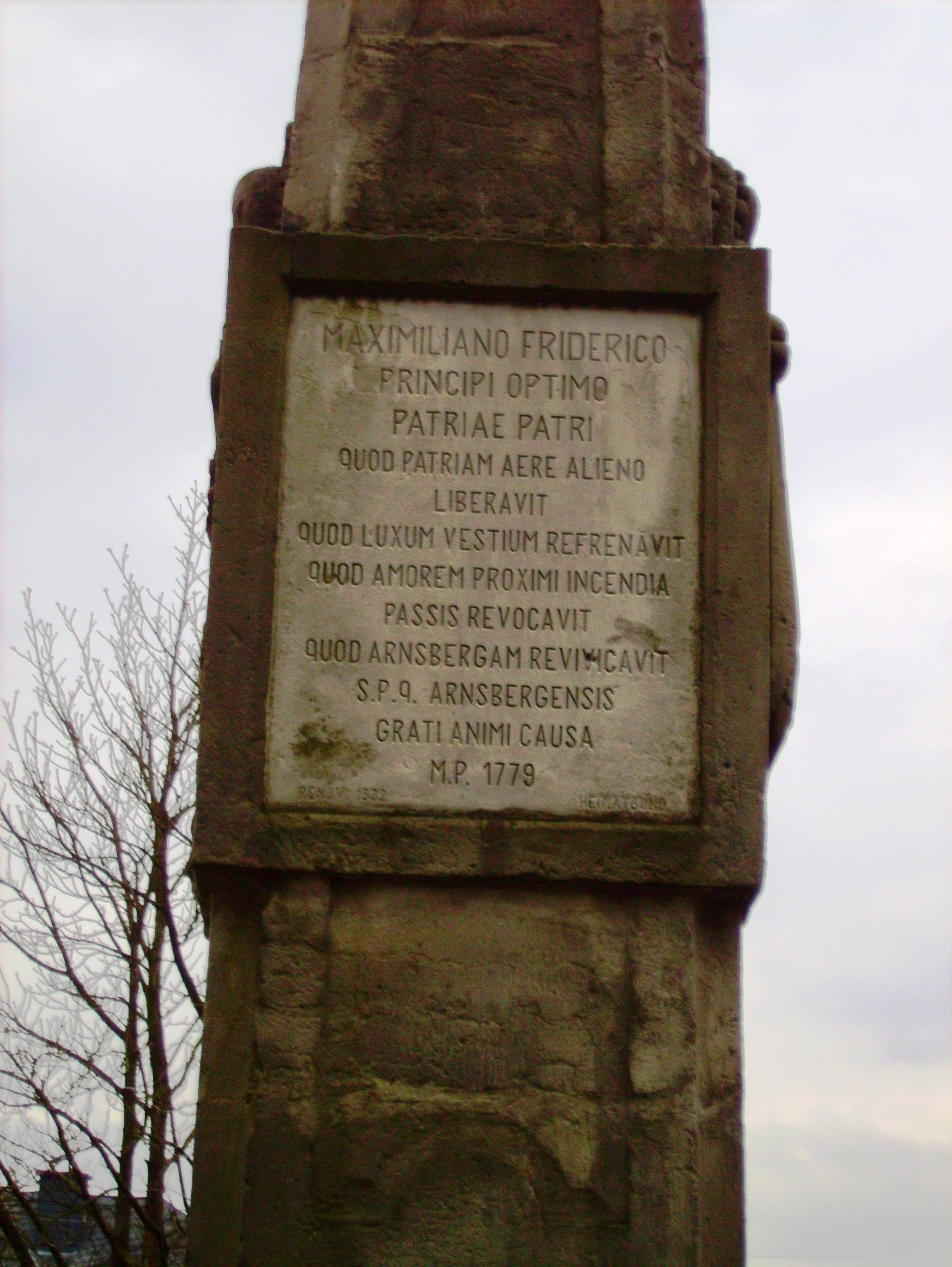
Maximilianbrunnen (Arnsberg). Inschrift zu Ehren Maximilian Friedrichs, zu deutsch: Maximilian Friedrich, dem besten Fürsten, dem Vater des Vaterlandes, weil er das Vaterland von Schuldenlast befreit, weil er den Kleiderluxus gedämmt, weil er die Nächstenliebe gegen die Abgebrannten wachgerufen, weil er Arnsberg wieder zum Leben gerufen von Magistrat und Volk Arnsberg dankbar gewidmet.

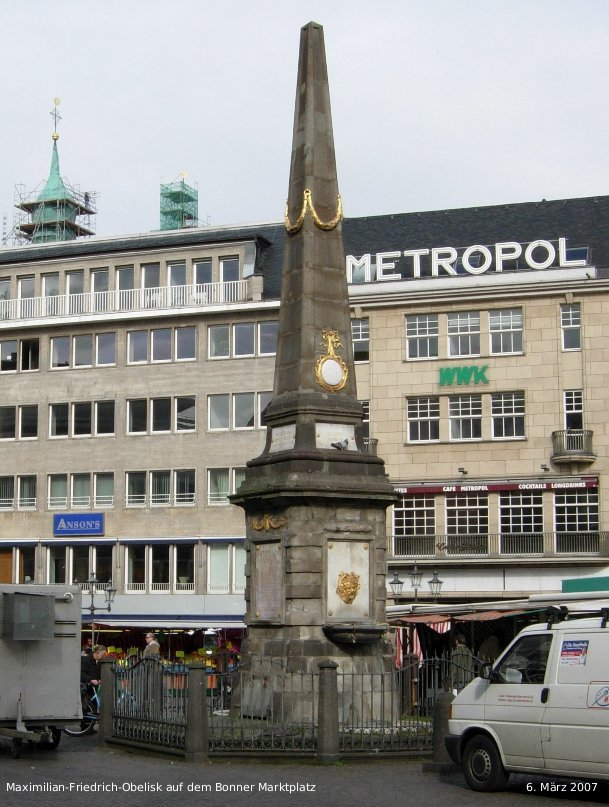
Maximilian-Friedrich-Denkmal von 1777 auf dem Marktplatz in Bonn

Im Gegensatz zum verschwenderischen Vorgänger Clemens August von Bayern war die Zeit von Maximilian Friedrich von Sparsamkeit geprägt.
Geleitet von Premierminister Belderbusch gelang in Kurköln zur Zeit von Maximilian Friedrich bis 1780 eine Verbesserung der Staatsfinanzen. Wirtschaftspolitisch bewegte sich Kurköln im Rahmen des Merkantilismus. Dabei wurden Handel und Bergbau zu Gunsten der Gründung von Manufakturen etwas vernachlässigt. Im Jahr 1772/73 wurden die kurkölnischen Landesverordnungen gedruckt veröffentlicht.
Im Hochstift Münster wurde eine vergleichbare Politik betrieben. Allerdings standen der Durchsetzung von Reformen die Landstände und das Domkapitel entgegen. So konnte zwar eine Kopfsteuer, nicht aber indirekte Steuern zur Bekämpfung der Schulden durchgesetzt werden. Wenig erfolgreich war die Bemühung um die Förderung der Wirtschaft.
Im zu Kurköln gehörenden Herzogtum Westfalen spielte Franz Wilhelm von Spiegel im Sinne der Aufklärung zur Regierungszeit von Maximilian Friedrich eine wichtige Rolle. So wurde 1767 unter anderem eine Kopfsteuer ausgeschrieben oder 1769 eine Wegeordnung eingeführt. Im Einklang mit der katholischen Aufklärung wurde 1769 der Aufwand bei kirchlichen Prozessionen beschränkt. Im selben Jahr wurde wie in Kurköln selbst auch die Zahl der Feiertage reduziert. Zur Umsetzung eines Beschlusses der Landstände dekretierte Maximilian Friedrich 1778 die Gründung einer Brandversicherungsgesellschaft für das Herzogtum. Mit einer Verordnung versuchte er 1782 den überhöhten Abgaben von Bauern und Köttern an die Grundherren entgegenzuwirken.

## Sozial- und Bildungspolitik
In die Zeit Maximilian Friedrichs fallen bedeutende sozialpolitische Einrichtungen. Dazu gehört die Einrichtung der Armenkommission in Bonn 1774, die Schaffung des Medizinalrates für Kurköln im Jahr 1779 und des Medizinalkollegiums in Münster 1777. Das Bildungswesen profitierte erheblich. Dazu zählt insbesondere die Gründung der Akademien beziehungsweise Universitäten in Bonn und Münster. Im Hochstift Münster und im Herzogtum Westfalen wurde auch das Gymnasialwesen stark gefördert. Das Gymnasium Laurentianum in Arnsberg wurde zu einer pädagogischen Musteranstalt umgebaut. Im Jahr 1781 wurde eine Schulkommission für das Herzogtum ins Leben gerufen.
Fürstbischöflich konzessioniert gab es seit 1763 in Münster ein Intelligenzblatt. Das Arnsberger Intelligenzblatt folgte 1766, in Bonn erschien eine solche Zeitung ab 1772. Dort wurde 1778 ein deutschsprachiges „Nationaltheater“ gegründet.

## Kirchenpolitik
Maximilian Friedrich nahm seine religiösen Verpflichtungen ernst. In kirchenpolitischer Hinsicht folgte er einem gemäßigten Episkopalismus. Es gab zu seiner Zeit im Erzbistum durchaus Einflüsse des Febronianismus. Als Folge verschiedener Konflikte mit der Kurie oder dem päpstlichen Nuntius kam es 1769 zu einem Treffen der geistlichen Kurfürsten von Köln, Trier und Mainz. Dieser sogenannte Koblenzer Kongress verabschiedete die Koblenzer Gravamina. Sie stützten sich auf die Beschlüsse der Konzile von Basel und Konstanz und bestritten das Recht der Nuntiaturen, in die bischöflichen Rechte einzugreifen, verlangten den Verzicht des Papstes auf zahlreiche von diesem beanspruchte Rechte und die Aufhebung der Nuntiaturen. Der Vorstoß scheiterte infolge fehlender kaiserlicher Unterstützung. Maximilian Friedrich hat 1774 auch den Anhänger des Febronianismus Hedderich zum kirchenpolitischen Berater gemacht und ihm auch die Verantwortung für die Zensur übertragen.

## Außenpolitik
In außenpolitischer Hinsicht versuchte der Kurfürst, eine Parteinahme für Preußen oder Österreich zu vermeiden. Er hat sich stattdessen den Generalstaaten angenähert. Insbesondere Fürstenberg verfolgte diese Politik für das Hochstift Münster. Gegenüber Frankreich blieb der Kurfürst angesichts des französischen Widerstandes gegen seine Wahl in Paderborn auf Distanz. Die eher schwachen Beziehungen zu Österreich wurden verbessert, als Belderbusch die Ernennung von Erzherzog Maximilian Franz von Österreich zum Koadjutor in Köln betrieb. Diese Annäherung bedeutete einen deutlichen Unterschied zur Neutralitätspolitik Fürstenbergs in Münster.

## Bautätigkeit

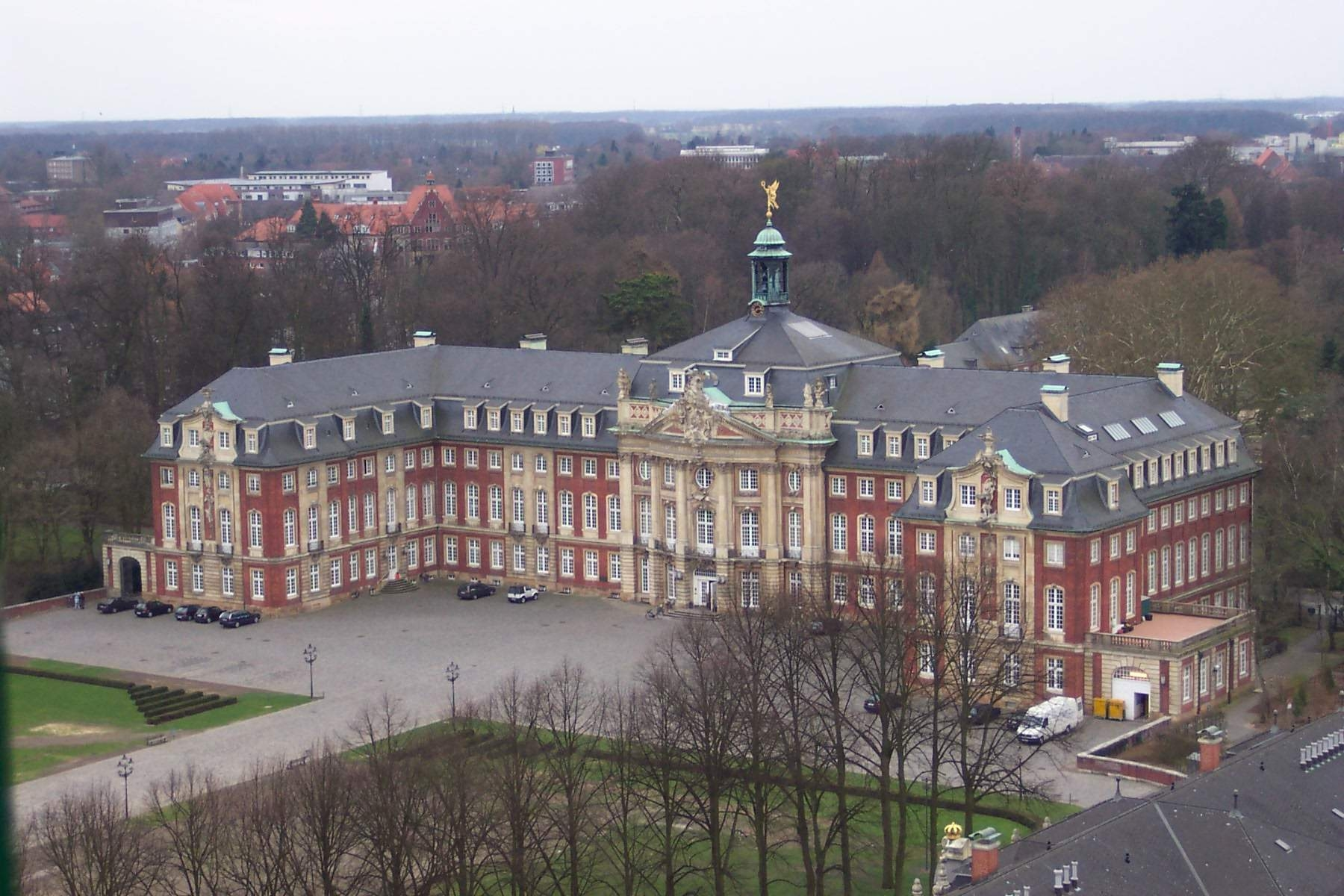
Fürstbischöfliches Schloss Münster

Neben der Weiterführung des Innenausbaus von Schloss Brühl kann Maximilian Friedrich als der eigentliche Vollender des Kurfürstlichen Schlosses Bonn angesehen werden.
Unter seiner Amtszeit wurde im Hochstift Münster der von seinem Vorgänger Clemens begonnene Münstersche Canal von Clemenshafen (Neuenkirchen) bis Maxhafen (Wettringen) weitergebaut.
Wie in der Wahlkapitulation angekündigt, wurden die Festungswerke von Münster, Warendorf, Meppen und Vechta geschleift. In Münster wurde anstelle der Mauern die noch heute bestehende Promenade angelegt und zwischen 1767 und 1773 von Johann Conrad Schlaun das fürstbischöfliche Residenzschloss erbaut. 
In Arnsberg, Residenzstadt des Herzogtums Westfalen, wurden zu seiner Zeit aus den Steinen des im Siebenjährigen Krieg zerstörten kurfürstlichen Schlosses ein Zuchthaus und der nach ihm benannte Maximilianbrunnen errichtet.

## Privates
Maximilian Friedrichs Interesse an der Regierungstätigkeit ließ mit dem Alter nach, was später zur abschätzigen Beurteilung seiner Regierungszeit führte. Er unterhielt im fortgeschrittenen Alter eine Beziehung zur Tänzerin Isabella Barbieri.
Maximilian Friedrich wurde vor der Dreikönigenkapelle als bis heute letzter Erzbischof im Kölner Dom beigesetzt. Ein Ölbild von Maximilian Friedrich hängt in Schloss Aulendorf, dem damaligen Stammsitz der Königsegger.